# La Brigade des maléfices
 (octobre 2019).
La Brigade des maléfices est une série télévisée française en six épisodes de 55 minutes, créée par Claude Guillemot et Claude-Jean Philippe, diffusée du 2 août au 6 septembre 1971, le lundi à 20 h 30, sur la Deuxième chaîne de l'ORTF. 
Elle a ensuite été rediffusée en juin-juillet 1974 sur la même chaîne et en août 1976 sur TF1.
Au Québec, elle a été diffusée à partir du 14 février 1974 à la Télévision de Radio-Canada.
En France, elle est rediffusée courant mai 2025 sur LCP.

## Synopsis
La « brigade des maléfices » est chargée à la préfecture de police de Paris au 36 quai des Orfèvres d’enquêter sur les affaires les plus insolites que la science policière classique n’arrive pas à résoudre, au grand dam de l’inspecteur Muselier qui ne croit pas au surnaturel.
Le chef de la brigade des maléfices, Guillaume-Martin Paumier, supervise les opérations d’investigation et envoie son fidèle acolyte Albert, dans les missions les plus étranges et irrationnelles. Ils poursuivent les malfaiteurs les plus inattendus : fées, vampires, fantômes et même une incarnation du diable dans le corps d’une femme…

## Production

### Développement
L'idée de la série est de Claude-Jean Philippe et Jean-Pierre Chartier. Lors d’une promenade dans la forêt de Rambouillet, Jean-Pierre Chartier s'enthousiasme sur la beauté du lieu. Selon lui, il n’est pas étonnant que l’on surnomme le lac de Rambouillet « la mare aux fées » : de là naquit l'idée d’une série fantastique. Claude Guillemot et Claude-Jean Philippe se mettent au travail pour réaliser cette série qui prend soin de laisser le bénéfice du doute aux spectateurs (ainsi qu’aux personnages) quant à la réalité des éléments merveilleux et fantastiques évoqués. En plus de cela, Claude-Jean Philippe veut pour sa série un « véritable héros » comme personnage principal, qui puisse « déraper facilement vers un fantastique à l'américaine ». C’est ainsi que l'inspecteur Paumier est né.

### Concept
La série créée par Claude Guillemot et Claude-Jean Philippe s'inspire des séries fantastiques américaines, comme Madame et son fantôme (The Ghost and Mrs. Muir). En effet, le but est de les concurrencer. L'apparition répétée des personnages, qu’ils soient policiers officiels ou détectives privés, s’inspire également de cette série.
Claude Guillemot et Claude-Jean Philippe font naître le concept de la série à l’univers merveilleux. Le projet est difficilement mis en place, les producteurs n’y croyant pas. C'est avec obstination qu'un financement de 18 millions de francs leur est enfin accordé pour chaque épisode (soit trois fois moins que pour un Arsène Lupin). Les épisodes sont donc tournés en quelques jours, avec une équipe d’une vingtaine de personnes.

### Attribution des rôles
Le rôle principal de la série (l'inspecteur Paumier) est incarné par l'acteur Léo Campion. Le choix a été évident pour Claude Guillemot, un des créateurs de la série : lors de l'audition de Léo Campion, il s’est exclamé : « c'est lui, c'est Paumier ».
L'acteur a une carrière diversifiée (caricaturiste, chansonnier, producteur d’émissions radiophoniques, etc.), ce qui lui a permis d'interpréter au mieux un personnage aussi atypique que celui de l’inspecteur Paumier.
Léo Campion a déclaré avoir aussi obtenu le rôle par son absence de notoriété : « Si j'ai obtenu le rôle de Paumier à la télévision, c'est parce que j'étais tout simplement inconnu. ». Il affirme que Claude Guillemot a pris des risques en lui attribuant le rôle principal.

### Fiche technique
- Création : Claude Guillemot et Claude-Jean Philippe
- Dialogues : Claude Guillemot, Claude-Jean Philippe et Monique Lefebvre
- Producteur : Les films Jacques Baillon et ORTF Paris (Office national de radiodiffusion télévision française, 1971)
- Société de production : ORTF (France)
- Images et chef de la photographie : Denys Clerval et Noel Very
- Musique : Jorge Milghberg et Armand Migiani
- Son : Jean Louis Ughetto et Dominique Dalmasso
- Décors : Jean Louis Dhuit et Henri Offroy
- Régisseur général : Pierre Andrieux
- Assistant réalisateur : Jean Yves Rousseau et Jean Roger Sahunet
- Script : Beatrice Morch
- Maquilleuse : Monique Sausseau
- Photographe : Jacques Boulay
- Techniciens généraux : Bernard Borel et Rocher Bucher
- Montage : Marie Aimée Debril et Bella Kesbi

### Diffusion
| Titre de l’épisode          | Date de diffusion | Durée           | Heure de diffusion |
| --------------------------- | ----------------- | --------------- | ------------------ |
| Les Disparus de Rambouillet | 2 août 1971       | 53 min 32 s     | 20 h 30            |
| La Septième Chaîne          | 9 août            | 1 h 1 min 8 s   | 20 h 32            |
| Voir Vénus et mourir        | 16 août           | 1 h 10 min 44 s | 20 h 41            |
| La Créature                 | 23 août           | 53 min 0 s      | 20 h 34            |
| Les Dents d'Alexis          | 30 août           | 51 min 55 s     | 20 h 32            |
| Le Fantôme du HLM           | 6 septembre       | 52 min 52 s     | 20 h 34            |

| Titre de l’épisode          | Date de diffusion | Durée           | Heure de diffusion |
| --------------------------- | ----------------- | --------------- | ------------------ |
| Les Disparus de Rambouillet | 8 juin 1974       | 53 min 32 s     | 15 h 21            |
| Les Dents d'Alexis          | 22 juin           | 51 min 55 s     | 14 h 46            |
| Le Fantôme du HLM           | 27 juin           | 52 min 52 s     | 15 h 6             |
| La Créature                 | 29 juin           | 53 min 0 s      | 15 h 14            |
| La Septième Chaîne          | 11 juillet        | 1 h 1 min 8 s   | 15 h 17            |
| Voir Vénus et mourir        | 12 juillet        | 1 h 10 min 44 s | 15 h 19            |

| Titre de l'épisode          | Date de diffusion | Durée           | Heure de diffusion |
| --------------------------- | ----------------- | --------------- | ------------------ |
| Les Disparus de Rambouillet | 9 août 1976       | 53 min 32 s     | 13 h 59            |
| La Septième Chaîne          | 10 août           | 1 h 1 min 8 s   | 14 h 22            |
| Voir Vénus et mourir        | 11 août           | 1 h 10 min 44 s | 13 h 59            |
| La Créature                 | 12 août           | 53 min 0 s      | 13 h 57            |
| Les Dents d'Alexis          | 13 août           | 51 min 55 s     | 14 h 1             |
| Le Fantôme du HLM           | 16 août           | 52 min 52 s     | 13 h 50            |

## Distribution
| N° et titre de l'épisode                | Acteurs / personnages principaux de la série                                                                     | Acteurs / personnages principaux de l'épisode | Acteurs / personnages secondaires de l'épisode | Invité de l'épisode                              |
| --------------------------------------- | --- | --- | --- | ------------------------------------------------ |
| Épisode 1 : Les Disparus de Rambouillet | - Léo Campion : Paumier - Marc Lamole : Albert - Jacques François : le principal - Jean Claude Balard : Muselier | - Jean-Pierre Andréani : Jacques Lancelot, le photographe - Roger Riffard : Garou, le braconnier - Virginie Vignon : Musidora, la muse du photographe                                                                | - Alain Lionel : M. Demartin, huitième disparu - Anne Kerylen : Mme Demartin, la femme du huitième disparu - Michel Pelletier : le policier - Pierre Cordier : le garde-chasse | - Sylvie Fennec : Rosalinde, la fée              |
| Épisode 2 : La Septième Chaîne          | - Léo Campion : Paumier - Marc Lamole : Albert - Jacques François : le principal - Jean Claude Balard : Muselier | - Olivier Lebeaut : Olivier Larue, acteur de la 7e chaîne - Sybille Maas : Sybille Larue, actrice de la 7e chaîne - Jacques Serres : Antoine Tourmelon - Annie Sinigalia : Marie Tourmelon - Jean Sagols : Rochemont | - Jorge Milchberg : l'imprésario - Jacques Vandooven et Charles Dalin : les livreurs - André Daguenet : le concierge - Nicole Chollet : la concierge - Gilbert Damien : le vendeur | - Pierre Brasseur : Diablevert                   |
| Épisode 3 : Voir Vénus et mourir        | - Léo Campion : Paumier - Marc Lamole : Albert - Jacques François : le principal - Jean Claude Balard : Muselier | - Anny Duperey : la Vénusienne - Philippe Clay : Adonis Kergeyan, l'escroc - Gérard Lartigau : Jérôme, le plombier                                                                                                   | - Jean-Louis Le Goff : Crostes - André Badin : Chenu - Jean-Pierre Chapel : lui-même (journaliste TV) |                                                  |
| Épisode 4 : La Créature                 | - Léo Campion : Paumier - Marc Lamole : Albert - Jacques François : le principal - Jean Claude Balard : Muselier | - Catherine Jacobsen : la créature no 2 / Marguerite - Claude Brasseur : Eugène Laurentin - Albert Simono : Alphonse                                                                                                 | - Benoist Brione : Gérard - Nicole Evans : Simone de Calice - Toni Arasse : la créature no 1 / Florence - Gilbert Damien : le vendeur - Janine Mondon : la cliente - Michel Dussin : le policier | - Pierre Brasseur : Diablegris                   |
| Épisode 5 : Les Dents d'Alexis          | - Léo Campion : Paumier - Marc Lamole : Albert - Jacques François : le principal - Jean Claude Balard : Muselier | - Pierre Vernier : Alexis de Sambleux - Karyn Balm : Thérèse Delorme - Jean-Marie Rivière : Pierrot la Valise | - Michel Thomas : Joe Attila - Christian de Tilibre : le concierge - Jean Luisi : La Rafale - Eric Husberg : 1er gangster - César Torrès : 2e gangster - Emmanuelle Sevran : Caroline - Chantal Aba : la pharmacienne - Michel Dussier : le policier |                                                  |
| Épisode 6 : Le Fantôme du HLM           | - Léo Campion : Paumier - Marc Lamole : Albert - Jacques François : le principal - Jean Claude Balard : Muselier | - Paul Villé : le marquis de Palaiseau | - Georges Audoubert : Ventoux, l'agent immobilier - Jean Pierre Moreux : M. Valentin - Nicole Gueden : Mme Valentin - André Chaumeau : M. Blanquette - Sophie Sam : Mme Blanquette - André Nader : M. Dourgnon - Roger Trapp : Cachassin - Roland Koessler : Clerval - Jean-Pierre Lituac : le psychiatre - Gabrielle Doulcet : la vieille dame - Hisha Bayard : Mme Dourgnon | - Gérard Séty : Anatole de Palaiseau, le fantôme |

## Épisodes

### Générique

#### Générique d'ouverture
Le générique de la série débute sur un écran noir sur lequel est écrit le nom du producteur de la série : «Les Films Jacques Baillon», accompagné du thème musical de la série.
Le générique peut être divisé en trois parties :
- la première partie présente les quatre personnages principaux ;
- d'une part, on retrouve les deux membres de la brigade des maléfices, Paumier et Albert, qui arrivent avec un un side-car jaune et rouge (moyen de locomotion peu commun pour des enquêteurs). Cette image que nous avons d’eux dès le début du générique nous fait rapidement comprendre que ce sont des enquêteurs hors du commun ;
- d'autre part, les deux membres de la police, c’est-à-dire, le principal et le commissaire Muselier, qui observent l'arrivée de cette brigade avec un mélange d'admiration et de scepticisme. Durant cette partie, les personnages nous sont présentés en suivant le modèle traditionnel du générique de personnage, où un plan est réalisé sur le visage de l’acteur et son nom est incrusté en lettre capitale, juste au-dessus du nom du personnage qu'il joue, écrit en minuscule. La musique reprend lorsque le nom de la série s’inscrit en majuscules sur la totalité de l'écran avec, en fond, Paumier et Albert, arrivant vers ce qui semble être leur bureau. Enfin, on voit apparaître quelques noms de l’équipe technique.

Dans la deuxième partie du générique, la musique s'arrête et une porte s'ouvre laissant le spectateur avancer dans le bureau de la brigade des maléfices, pendant qu’un narrateur explique en quoi elle consiste. Nous comprenons[Qui ?] que c'est une brigade secrète et illégale à qui la police fait appel lorsqu'elle est incapable de résoudre l’incroyable et le surnaturel. L'inspecteur Paumier, à la tête de la brigade ne s’arrête devant rien et a accepté de partager avec nous certaines de ses enquêtes. Cette annonce donne une impression de réalité et de participation du spectateur dans l’histoire, qui va suivre, à chaque épisode, les aventures de la brigade, le temps d’une enquête.
Après ces présentations, le générique est coupé pour insérer la situation initiale de l’épisode à travers une scène de quelques minutes.
Pour finir, la troisième partie du générique est propre à chaque épisode. Le thème musical reprend et le nom de l’épisode est affiché en lettre capitale sur l'ensemble de l'écran et sur un fond en lien avec l'univers de l’enquête. Les personnages principaux de l’épisode sont aussi présentés selon un générique de personnages, mais cette fois, seuls les noms des acteurs sont inscrits. Puis, les noms des acteurs secondaires sont affichés en liste, sur le même fond que celui du titre. S'il y a un acteur invité, il est présenté à la fin avec la précision du rôle qu'il incarne. Pour finir, l’autre partie de l’équipe technique est présentée.

#### Générique de fin
Le générique de fin reprend le thème musical de la série et permet de présenter l’autre partie de l'équipe technique. Dans les deux premiers épisodes, on alterne entre un plan de la situation finale de l’épisode et un autre plan comportant les noms de l’équipe technique inscrits en blanc sur fond noir. Pour les autres épisodes, seuls les noms s’affichent lors de ce générique de fin, en jaune pour le troisième épisode et en rouge pour les trois derniers. Chacune de ces couleurs renvoie aux thèmes abordés lors des différentes enquêtes.

### Épisode 1:Les Disparus de Rambouillet
« Rosalinde se baigne dans un sel d'argent »
Des hommes jeunes et beaux, se sont mystérieusement évaporés aux abords de la « mare aux fées » dans la forêt de Rambouillet. Un seul témoin sur les lieux : le braconnier Garou qui prétend avoir vu et entendu des fées et les accuse de ces disparitions. Le commissaire Muselier, d’abord chargé de l’enquête prend Garou pour un fou errant dans la forêt. N’arrivant pas à résoudre l’enquête, le commissaire principal fait appel à Guillaume Martin Paumier pour résoudre ces mystérieuses disparitions. Paumier, lui, partage le point de vue de Garou. Dans la forêt, il rencontre Jacques Lancelot, un jeune photographe de mode. Pressentant qu’il sera la prochaine victime des fées, il va le suivre. Dans son studio de photographe, il découvre une photo de la « mare aux fées » où l’on distingue une très belle et féerique jeune femme: Rosalinde. La photographie argentique serait-elle la clé de l’enquête ?
- Première diffusion : lundi 2 août 1971[7]

### Épisode 2:La Septième Chaîne
Après avoir tué sa femme, M. Rochemont décide de se dénoncer directement à la police. Son mobile lors de l’interrogatoire : sa femme le trompait avec un acteur de feuilleton. L'inspecteur Musolier reste dubitatif face à ses aveux et croit au crime passionnel accompagné de troubles mentaux. Cependant, le Principal, intrigué, appelle Paumier, qui établit un lien entre ce meurtre et d’autres. Tous sont liés à la télévision, et plus particulièrement, à la Septième chaîne. Paumier retrouve la trace de son ennemi Diablegris, qui sous le nom de Diablevert, vend des postes de télévision aux jeunes mariés en leur offrant, en prime, les émissions expérimentales de la Septième chaîne. La nouvelle cible de Diablevert est le jeune couple des Tourmelon pour qui l’achat d’un simple poste de télévision va se transformer en cauchemar.
- Première diffusion : lundi 9 août 1971[8]

Cet épisode a été projeté sur grand écran en mars 2006 lors des 19e Rencontres internationales de la télévision de Reims.

### Épisode 3:Voir Vénus et mourir
Le commissaire Muselier est sur la trace d'Adonis Kergeyan, un redoutable escroc qu'il poursuit en vain depuis des années. Profitant de l'immense mouvement d'intérêt créé autour du lancement du vaisseau spatial Aphrodite en direction de Vénus, Adonis propose à ses clients particulièrement crédules des croisières sidérales, en échange de versements d’arrhes. Adonis a donc ouvert une agence de voyages d’un type très particulier : l’agence Vacances Sidérales, avec Jérôme, un simple plombier passionné d’astronomie, rencontré quelques jours auparavant. Organisée sur le mode des clubs de vacances internationaux son agence promet un voyage et un séjour merveilleux sur la planète Vénus. Apprenant l'existence de ce marché frauduleux, les Vénusiennes envoient l‘une des leurs sur Terre pour empêcher ces voyages. Jérôme, qui comprend les mauvaises intentions de son associé, la Vénusienne et le commissaire Paumier essayeront de coincer Adonis à son propre jeu. Vont-ils réussir à préserver Vénus ?
- Première diffusion : lundi 16 août 1971[10]

### Épisode 4:La Créature
Depuis plusieurs semaines, Paris, et plus précisément les terrasses de la maison de l'O.R.T.F., connaissent une vague de suicides. Les suicidés sont tous des célibataires, âgés d'une trentaine d'années. La Brigade des Maléfices, intriguée par ces suicides à répétition, enquête. Paumier soupçonne qu'une machination diabolique se cache derrière cette épidémie. Aidé de son acolyte Albert, il va retrouver la trace de son vieil ennemi, Diablegris. Ce dernier tient d’ailleurs une enseigne d’appareils électroménagers, à l’enseigne de la M.F.S.T.O. (autrement dit Méphisto, personnage du roman Faust de Goethe), acronyme qu'il justifiera par Mouvement Français pour la Suppression des Travaux Obligatoires. C’est en ce lieu qu'il crée et élabore la personnalité d'étranges créatures, d’abord Florence, puis Marguerite (au prénom là encore tout droit sorti du Faust de Goethe), qu'il va placer comme bonne à tout faire chez Eugène Laurentin, un jeune célibataire. Il lui présente Marguerite comme une créature perfectionnée, dernier cri, conditionnée pour effectuer tous les travaux ménagers. Persuadé d’être au cœur d’une plaisanterie de son ami Alphonse, Eugène accepte la proposition de Diablegris. Marguerite est très belle, c'est une maîtresse de maison accomplie, mais elle se révèle complètement insensible. Eugène, amoureux fou, se heurte donc à son indifférence et devient de plus en plus sombre, nerveux et désespéré. Seule solution pour survivre, rompre le pacte avec le diable. Paumier va-t-il trouver la clé du mystère ?
- Première diffusion : lundi 23 août 1971[11]

### Épisode 5:Les Dents d'Alexis
L'épisode se déroule à Paris, lieu d'un hold-up des plus étranges : des faux curés ont attaqué un car de don du sang et volent des flacons de sang. La police judiciaire prend en charge cette étrange enquête et cherche à savoir les raisons de ce vol sanguin. L’inspecteur Paumier et l'inspecteur Muselier ont tous les deux leurs propres idées. Le premier penche pour une thèse des plus singulières : ce hold-up serait causé par une créature surnaturelle, un vampire ! L’inspecteur Muselier, fidèle à son esprit rationnel, penche pour une thèse plus sensée. Pour lui, le hold-up serait lié à un gang mené par Pierrot La Valise qui souhaiterait se faire refaire le visage dans une clinique clandestine de chirurgie esthétique. Cette affaire des plus atypiques est bien une affaire qui a besoin d’être éclaircie par la Brigade des Maléfices.
- Première diffusion : lundi 30 août 1971[12]

### Épisode 6:Le Fantôme du HLM
Dans une banlieue triste et morne en région parisienne, M. Ventoux, agent immobilier, insiste auprès du marquis de Palaiseau âgé de quatre-vingts ans, pour que ce dernier vende sa vieille demeure. Le promoteur souhaite pouvoir récupérer son terrain en vue de la construction d’immeubles modernes HLM. Ce qu'il ignore, c’est que le marquis vit avec le jeune fantôme de son ancêtre Anatole de Palaiseau, âgé de quarante ans et habillé d’un costume de l’époque de Louis XV. Ce dernier l’encourage également à vendre dans l’idée de pouvoir découvrir la modernité des grands ensembles, ce qui lui permettrait de hanter des appartements et des nouveaux voisins. Avant de mourir, le Marquis de Palaiseau fait appel à son vieil ami l’inspecteur Paumier et lui confie son secret de famille, en lui révélant le mot de passe qui permet de matérialiser le fantôme. La maison du marquis est ensuite démolie. Un nouveau HLM est alors construit à la place, dans lequel Anatole s’installe. Le fantôme va alors être la source de nombreux incidents et disputes au sein du voisinage au cours des nuits. Pour la presse et l’inspecteur Muselier, cette agitation n’est que le fruit « du mal des grands immeubles ». Paumier, qui connait les dessous du problème, décide d’intervenir en prenant contact avec Anatole. Au fil du temps, Anatole commence à s’ennuyer et souhaite de nouveau rejoindre une vieille habitation individuelle calme et paisible. Paumier, afin de résoudre les problèmes causés par la présence du fantôme, va le faire héberger chez une vieille dame. Cependant Ventoux, le promoteur immobilier est à l’affût et Anatole n’est pas au bout de ses peines.
- Première diffusion : lundi 6 septembre 1971[13]

## Univers de la série

### Le Merveilleux
Sortie en 1971, La Brigade des maléfices est diffusée sur les écrans télévisés français dans une période d’expansion des séries et feuilletons fantastiques. Néanmoins la particularité de cette série est un mélange entre fantastique et merveilleux. Le merveilleux est ce qui s'éloigne du cours ordinaire des choses, ce qui est miraculeux, surnaturel. L'intervention de moyens et d'êtres surnaturels, de la magie, de la féerie, en font également partie. Le fantastique est quant à lui ce qui n'existe que dans l'imagination, ce qui relève de l'inexplicable. Ces deux mondes qui semblent pourtant proches sont en fait opposés. Dans un univers merveilleux, le surnaturel en fait partie, il est accepté autant par les personnages de l’histoire que par le public (lecteurs, spectateurs), ce qui est ici le cas. En effet, l’inspecteur Paumier ne semble jamais étonné des faits surnaturels ; bien au contraire, il lui semble évident que la résolution des mystères y soit liée. À l'inverse, dans un univers fantastique, qui est ancré dans la réalité, les événements surnaturels ne sont pas acceptés, à l’image de l’inspecteur Muselier, cherchant toujours une explication rationnelle aux événements.

### Personnages principaux
- Inspecteur Paumier : l’inspecteur Paumier est le personnage principal de la Brigade des maléfices, il apparaît dans tous les épisodes et il est la clé à la bonne résolution des enquêtes. Il est un enquêteur peu ordinaire, grâce à son lien avec le monde surnaturel. Le personnage de l’inspecteur Paumier a été créé dans un but défini : faire croire à la thèse surnaturelle. En effet, Claude Guillemot explique « Toute la question était d’y croire. Ou de pas y croire. À nos yeux la réponse était donnée puisque nous avions pris le parti de l’imagination. Mais comment y faire croire. C’est alors que naquit Guillaume Martin Paumier, responsable à la préfecture de police, de la Brigade des maléfices. »[2]. Pour définir le personnage en quelques mots, Claude Guillemot le décrit ainsi « Il nous fallait un Maigret de la féerie, un Sherlock Holmes du surnaturel. »[4]. Ainsi, le personnage est similaire à des enquêteurs bien connus mais il se distingue par son attrait pour le surnaturel. De plus, Claude Guillemot avoue même s’être inspiré du personnage du Colonel March, de la série anglaise Les Aventures du colonel March, diffusé en 1955-1956 sur ITV[4].
- Albert : Albert, un jeune policier pas très sérieux, interprété par l'acteur Marc Lamole, est un des membres de la Brigade des maléfices. Il est le fidèle associé de Guillaume Martin Paumier, le chef de la brigade. Il conduit ce dernier à bord de son side-car jaune et rouge, vêtu d'un costume d'aviateur de l'époque, lors de leurs diverses missions, plus fantastiques les unes que les autres. Albert représente la célèbre figure de l’assistant de l’inspecteur, à l’instar de Watson chez Sherlock Holmes.
- Le principal : le commissaire principal, qui est un supérieur hiérarchique de Muselier, est interprété par Jacques François, acteur et homme de théâtre français. Il représente, tout comme Muselier, le côté de la police cartésienne et réaliste qui ne parvient pas à résoudre les enquêtes les plus surprenantes et fantastiques. Il reconnaît donc la nécessité de faire appel à ses deux collègues forts peu conventionnels : Paumier et Albert. L’acteur Jacques François décrit lui-même son rôle de commissaire principal dans une interview pour Télé 7 jours de J-C. Verots en disant : « Je tiens l’emploi d’une sorte de patron d’une Police Judiciaire assez extraordinaire ».
- Le commissaire Muselier : Muselier est un membre de la police judiciaire, ambitieux et s’appuyant sur des méthodes d'investigation modernes. Il est toujours très sceptique face aux hypothèses très farfelues de Paumier, mais est obligé de collaborer avec lui car son supérieur, le principal, fait appel à la brigade des maléfices dès qu’un élément de l'enquête l’intrigue. Il y a donc un réel contraste entre la manière de réfléchir et de réaliser l’enquête de ces deux personnages, ce qui en fait des rivaux. Muselier se retrouve donc souvent confus face à l'issue des enquêtes menées par la brigade des maléfices, où l’imaginaire l’emporte sur la réalité.

## Accueil
La série fut très appréciée du grand public. Elle plut autant pour ses scenarii que pour sa distribution. Beaucoup saluèrent le mélange du policier et du fantastique. Le succès de cette série s'étendit jusqu'en Belgique et en Suisse.
Le public était en attente d’une deuxième saison. Sept épisodes étaient déjà écrits et prêts à être tournés. Mais, sûrement à cause de problèmes financiers et de l'éclatement de l'ORTF, elle ne verra jamais le jour.

## Divers
Vers la moitié du 6e épisode, on voit l'un des personnages, dans son salon, qui assiste à l'annonce de la fin des programmes du soir sur son poste de TV en noir et blanc. La speakerine conclut : «J'espère que vous avez passé une agréable soirée en notre compagnie. Je vous rappelle que demain, sur la deuxième chaîne, à 20h30, vous verrez le 49e épisode de La Brigade des Maléfices : “La Sorcière du Drugstore”. Maintenant je vous souhaite une très bonne nuit. Bonsoir…» Métaréférence humoristique cependant frustrante pour le téléspectateur car le 49e épisode a d'autant moins existé que ce 6e épisode était en fait le dernier.

## Produits dérivés

### DVD
En 2011, un coffret de 2 DVD de la collection de l'INA intitulé Les Inédits fantastiques a repris l'intégrale de la série.

### Livre
Un livre homonyme signé Claude Guillemot et Claude Jean Philippe a été publié après la diffusion de la série.